# 携帯動画変換ちゃん
携帯動画変換ちゃん（けいたいどうがへんかんちゃん）は、macOS 10.3.9以降のOSで動作する動画・音声ファイルを携帯電話向けに変換するフロントエンドパッケージ。ユニバーサルバイナリであるため、PowerPC及びIntelのCPUを搭載したMacで利用できる。携帯動画変換君のMac版と位置づけられている。名前、目的こそ似ているものの、開発者が違うことに注意が必要。
Micono Utilitiesで配布されている。

## 概要
基本的な機能は携帯動画変換君と同様であり、携帯動画変換君の設定ファイルがそのまま利用できる。インストール方法も携帯動画変換君に付属するファイルを利用するため、Windows用のソフトウェアである携帯動画変換君の書庫を解凍したフォルダに携帯動画変換ちゃんと、Mac用にビルドされたFFmpegをコピーするという変則的なインストール方法をとる。